# Carlos Holguín Sardi
Carlos Holguín Sardi (né le 16 septembre 1940 à Cali, Colombie), est un homme politique colombien. Ministre de l'Intérieur et de la Justice depuis 2006. Membre du Parti conservateur.
Il fut ministre des Communications de 1974 à 1976.